# Asura pectinella
Asura pectinella là một loài bướm đêm thuộc phân họ Arctiinae, họ Erebidae.